# Majmunske boginje
Majmunske boginje zarazna su virusna bolest koja se pojavljuje kod ljudi i nekih životinja. Simptomi uključuju vrućicu, natečene limfne čvorove, umor i osip s mjehurićima koji se pretvaraju u kraste. Vrijeme od izlaganja do pojave simptoma (inkubacija) kreće se od pet dana do tri tjedna. Trajanje simptoma obično je dva do četiri tjedna; oni su ponekad blagi ili nikakvi. Pojava groznice i bolova u mišićima praćena oticanjem limfnih čvorova, s lezijama koje su sve u istoj fazi, nije zajednička svim zarazama. Slučajevi mogu biti teški, osobito kod djece, trudnica i osoba s potisnutim imunosnim sustavom.
Bolest je uzrokovana virusom majmunskih boginja, zoonoznim virusom iz roda Orthopoxvirusa. Virus variole, uzročnik malih boginja, također je u ovom rodu. Dva se tipa virusa majmunskih boginja pojavljuju u ljudi, zapadnoafrički tip uzrokuje manje ozbiljnu bolest od srednjoafričkog iz kongoanskog bazena. Virus se može prenijeti sa zaraženih životinja kroz sluznice ili oštećenja na koži preko zaraženog životinjskog mesa i izlučevina, ugrizom ili ogrebotinama. Prijenos s čovjeka na čovjeka može se dogoditi bliskim kontaktom, izlaganjem zaraženim tjelesnim tekućinama, kontaminiranim predmetima i kapljičnim putem. Ljudi mogu širiti virus od početka simptoma sve dok lezije ne postanu kraste i ne otpadnu; postoje dokazi o širenju i više od tjedan dana nakon stvaranja krasta. Dijagnoza se može potvrditi testiranjem na DNK virusa.
Za bolest ne postoji lijek. Studija iz 1988. pokazala je da je cjepivo protiv velikih boginja pružalo oko 85 % zaštite u sprječavanju infekcije u bliskim kontaktima i u smanjivanju ozbiljnosti bolesti. Novije cjepivo protiv malih i majmunskih boginja koje se temelji na modificiranom virusu vakciniji odobreno je, ali s ograničenom dostupnošću. Mjere zaštite uključuju redovito pranje ruku i izbjegavanje bolesnih ljudi i drugih životinja. Antivirusni lijekovi, cidofovir i tekovirimat, imunoglobulin vakcinije i cjepivo protiv malih boginja mogu se koristiti tijekom epidemija. Bolest je obično blaga i većina zaraženih oporavit će se kroz nekoliko tjedana bez liječenja. Procjene rizika od smrti variraju od 1 % za zapadnoafrički tip do 10 % za srednjoafrički tip.
Sumnja se da nekoliko vrsta sisavaca djeluje kao prirodni spremnik virusa i da ga je zbog toga nemoguće iskorijeniti kao što je iskorijenjen virus velikih boginja kojemu je čovjek bio jedini domaćin. Iako se nekada smatralo da je zaraza neuobičajena kod ljudi, učestalost i ozbiljnost izbijanja značajno su se povećali od 1980-ih, vjerojatno kao posljedica slabljenja imuniteta nakon prestanka rutinskog cijepljenja protiv malih boginja. Prvi slučajevi kod ljudi otkriveni su 1970. godine u Demokratskoj Republici Kongo. Bilo je sporadičnih slučajeva u srednjoj i zapadnoj Africi.
Epidemija majmunskih boginja iz 2022. godine predstavlja prvu pojavu rasprostranjenog prijenosa u zajednici izvan Afrike, koja je prvi put opažena u Ujedinjenom Kraljevstvu u svibnju 2022., s kasnijim slučajevima potvrđenim u najmanje 74 zemlje na svim naseljenim kontinentima. Dana 23. srpnja 2022. Svjetska zdravstvena organizacija (WHO) proglasila je epidemiju javnozdravstvenim izvanrednim stanjem od međunarodne važnosti, s više od 16 000 prijavljenih slučajeva u 75 zemalja.
U Hrvatskoj je do kraja srpnja 2022. otkriveno 11 slučajeva zaraze.

## Simptomi
Simptomi majmunskih boginja obično počinju 5 – 21 dan nakon infekcije. Rani simptomi uključuju glavobolju, bolove u mišićima, vrućicu i umor, koji u početku podsjećaju na gripu. Nekoliko dana od početka groznice lezije se pojavljuju na licu, a onda i na drugim mjestima, kao što su dlanovi i tabani. Bolest može nalikovati vodenim kozicama, ospicama i malim boginjama, ali se razlikuje po prisutnosti natečenih žlijezda,  obično iza uha, ispod čeljusti, na vratu ili u preponama, i to prije pojave osipa. Mnogi slučajevi u širenju zaraze majmunskim boginjama 2022. godine ispoljavali su se genitalnim i perianalnim lezijama, vrućicom, natečenim limfnim čvorovima i bolnim gutanjem, a neki su pacijenti imali samo pojedinačne rane.
Tri četvrtine oboljelih ima lezije na dlanovima i tabanima, više od dvije trećine u ustima, trećina na genitalijama, a svaki peti ima lezije na očima. One počinju kao male plosnate mrlje, potom postanu male izbočine koje se ispune najprije prozirnom tekućinom, a zatim žutom tekućinom, te na kraju pucaju i stvaraju kraste. Zaražena osoba može imati svega nekoliko lezija pa do nekoliko tisuća koje se onda spajaju i stvaraju velika oštećenja tkiva.
U svakom zahvaćenom dijelu tijela lezije se razvijaju u istoj fazi, a vrlo su slične osipu kod velikih boginja. Osip obično traje oko deset dana, a bolest može potrajati dva do četiri tjedna. Nakon zacjeljivanja lezije mogu ostaviti blijede tragove na koži prije nego što postanu tamni ožiljci. Moguće je da se osoba zarazi majmunskim boginjama bez prisustva ikakvih simptoma.
Komplikacije uključuju sekundarne infekcije, upalu pluća, sepsu, encefalitis i gubitak vida s teškom infekcijom oka. Ako do infekcije dođe tijekom trudnoće, može doći do smrti ploda ili urođenih mana. Niti jedno cjepivo protiv malih ili majmunskih boginja nije odobreno za upotrebu tijekom trudnoće. Bolest može biti blaža u osoba cijepljenih protiv malih boginja u djetinjstvu.

## Zaštita
Oboljela osoba treba se izolirati u odvojenoj sobi dok kraste ne otpadnu i ne smije s drugima dijeliti posteljinu, ručnike i posuđe. Njegovatelji oboljele osobe ne smiju dirati osip i kraste golim rukama, a svi ukućani moraju prati i dezinficirati svoje ruke. Ne preporuča se podizanje prašine u sobi zaražene osobe, čišćenje treba provoditi vlažnom krpom s uobičajenim sredstvima za čišćenje. Preporučljivo je nositi masku u blizini zaražene osobe i kad se rukuje njenom odjećom do pranja.